# Горјани (општина)
Горјани су насељено место и седиште општине у средишњој Славонији, Осјечко-барањска жупанија, Република Хрватска.

## Историја
До територијалне реорганизације у Хрватској налазили су се у саставу бивше велике општине Ђаково.

## Становништво
На попису становништва 2011. године, општина Горјани је имала 1.591 становника, од чега у самим Горјанима 1.008.

## Попис 1991.
На попису становништва 1991. године, насељено место Горјани је имало 1.267 становника, следећег националног састава:
| Попис 1991.‍   | Попис 1991.‍  | Попис 1991.‍ | Попис 1991.‍ | Попис 1991.‍ |
| ------------- | ------------ | ----------- | ----------- | ----------- |
|               |              |             |             |             |
| Хрвати        | Хрвати       |             | 1.221       | 96,36%      |
| Срби          | Срби         |             | 31          | 2,44%       |
| Словаци       | Словаци      |             | 5           | 0,39%       |
| Муслимани     | Муслимани    |             | 2           | 0,15%       |
| Немци         | Немци        |             | 2           | 0,15%       |
| Црногорци     | Црногорци    |             | 1           | 0,07%       |
| неопредељени  | неопредељени |             | 1           | 0,07%       |
| непознато     | непознато    |             | 4           | 0,31%       |
| укупно: 1.267 |              |             |             |             |